# Винсънт Колапиетро
Винсънт Колапиетро (на английски: Vincent Colapietro) e професор изследовател в департамента по философия в Пенсилванския държавен университет.

## Биография
Колапиетро получава бакалавърска степен в колежа „Сейнт Ансълм“ в Гофстоун, Ню Хемпшир, а магистърска и докторска – в Marquette University в Милуоки.
Фокусът на изследователския му интерес е творчеството на класиците на американския прагматизъм (по-специално – на Пърс, Джеймс и Дюи), но негови статии са посветени на разнообразни теми от областта на литературата, филмовия анализ, джаза, психоанализата, политическата философия и експерименталната психология.
Член е на редколегията на сп. Journal of Speculative Philosophy.
Президент на Семиотичното общество на Америка (2003), Американското метафизично общество (2003) и на Обществото „Чарлс С. Пърс“ (2005).

## Винсънт Колапиетро в България
Проф. Колапиетро участва в работата на Втората пролетна школа по семиотика на Нов български университет с тема „Семиотика или философия на езика?“ през май 2007 г..